# Adolfo Schlosser
Adolfo Schlosser (Leitersdorf, Austria, 18 de julio de 1939 - Bustarviejo, Madrid, 9 de diciembre de 2004) fue un artista austriaco que vivió en España desde mediados de los años sesenta, país donde desarrolló la mayor parte de su trabajo artístico.

## Biografía

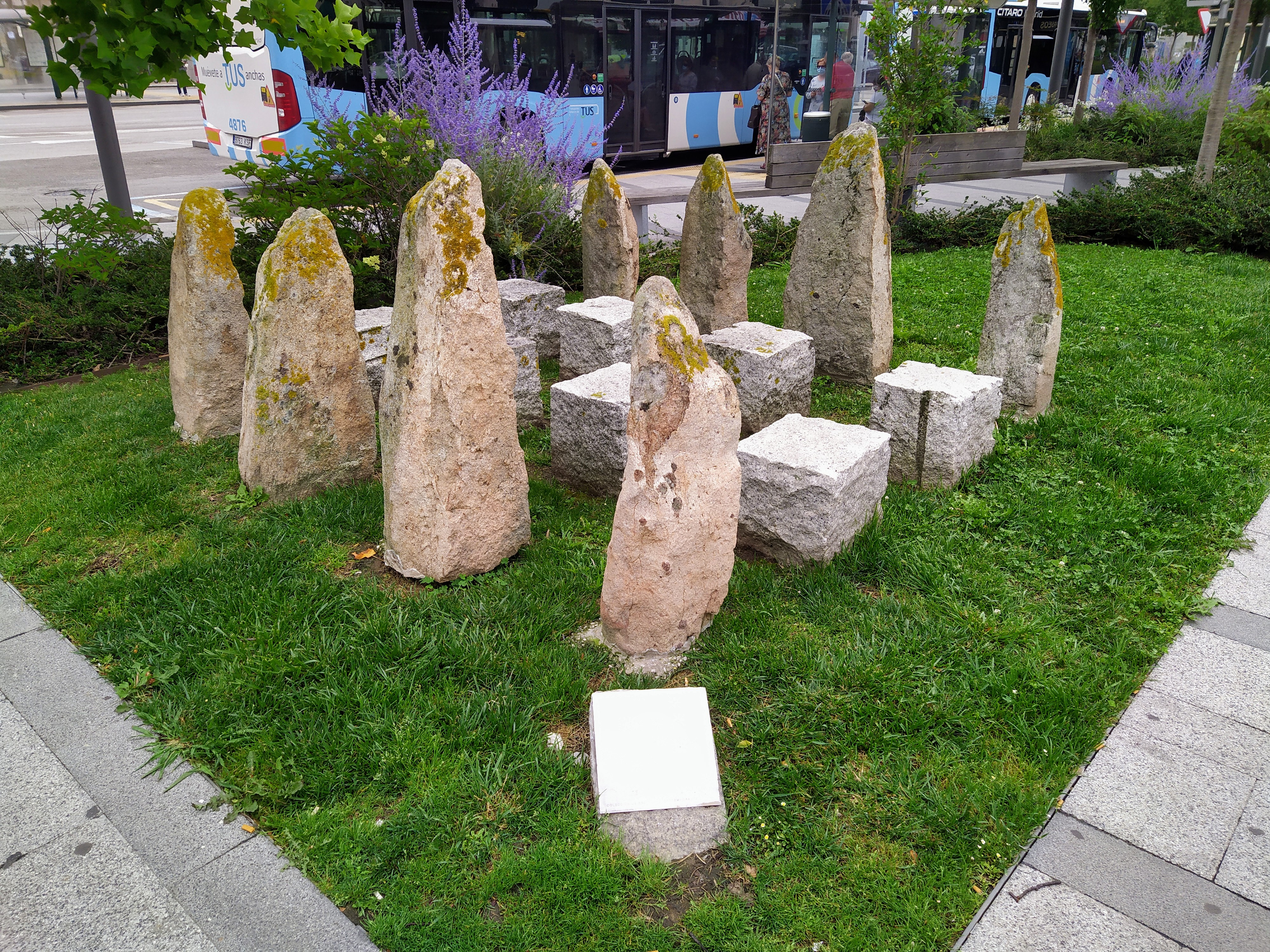
Instalación escultórica "Steinbruch", de Adolfo Schlosser, en Santander (España).

Nacido austriaco, aunque sus padres procedían de la antigua Checoslovaquia, habiendo luego instalado en Leitersdorf un taller de cerámica, fue el menor de siete hijos. Poco antes de nacer Adolfo, para evitar conflictos con los vecinos del pueblo debido al hollín que despedía la chimenea del taller, su padre ayudado por sus hijos mayores construyó una nueva vivienda-taller fuera del casco urbano, en la proximidad del bosque. Allí, el futuro artista fue aprendió las técnicas y procesos de la cerámica, la preparación de pinturas y las técnicas artesanales de construcción, en un entorno sensible a la naturaleza. Allí tendrían origen sus trabajos con maderas y piedras del bosque, adobe, sebo, hollín, que caracterizan buena parte de su producción artística. El conocimiento de las setas, a cuya recolección fue siempre muy aficionado, le inspiraría asimismo algunas de sus esculturas e instalaciones.
En 1953 se trasladó a Graz para estudiar en la Escuela de Artes y Oficios.
1955-1956. En 1955 viaja por primera vez a Viena para ver una exposición de Van Gogh. Al año siguiente viaja a Italia. Allí conoce Roma y llegará hasta Nápoles, movido más por un deseo de aventura que por interés artístico.
1957-1959. Se traslada a Viena para estudiar pintura en la Academia de Bellas Artes, habitando en la misma torre de la Academia con dos amigos. Para subsistir realiza, junto con otro compañero, copias de cuadros con intención de venderlos.
Comienza a interesarse por la literatura, lee a escritores rusos: Pushkin, Gogol, Dostoievski. Se acerca a la filosofía a través de los presocráticos, de Wittgenstein y, en menor medida, de Nietzsche.
Forma un grupo musical, inventando melodías que compone de manera intuitiva para ser interpretadas por el grupo. Estas primeras incursiones en el mundo de la música anteceden a la posterior creación de instrumentos musicales y a sus acciones-concierto llevadas a cabo durante su residencia en España.
1559-1962. Sus inquietudes comienzan a desplazarse, guiado por el deseo de viajar y conocer mundo, le surge la posibilidad de partir hacia Islandia para trabajar en un barco que se dedica a la pesca del bacalao, el Dorkell Mány (nombre de un héroe islandés). Posteriormente le servirá de inspiración para varias de sus esculturas.
Permanecerá en Islandia durante cuatro años. En Reikiavik conoce a algunos españoles que trabajaban en las fábricas de pescado donde comenzará a interesarse por España. Esta experiencia en Islandia será uno de los hechos que más le marquen en su posterior trayectoria artística.
1963- Regresa a Austria y se instala de nuevo en Viena donde comienza a realizar sus primeros trabajos escultóricos.
1967- A la edad de 27 años y para eludir el servicio militar, se marcha de Austria y, junto a Eva Lootz, artista a la que conoció antes de su viaje a Islandia, llega a España. Se instala en Madrid en una buhardilla de la calle Piamonte. Acude con frecuencia a escribir al Café Gijón. Entre 1965 y 1970 escribirá la mayor de sus textos, como La tarde en el café.
1970- Un amigo, Luis Garrido, le introduce en el mundo del tapiz. Este aprendizaje lo aplicará a su territorio artístico personal realizando una serie de tapices en lana con motivos geométricos. 
1973- Conoce a Patricio Bulnes, filósofo y escritor chileno que se encuentra conectado en la escena artística madrileña. A través de él conoce a Mercedes Buades y Chiqui Abril, propietarios de la galería Buades que será, durante las siguientes décadas, una de las galerías de referencia del arte contemporáneo español.
Schlosser celebra sus primeras exposiciones individuales en las galerías Ovidio y Skira, de Madrid, y Carl van der Voort, de Ibiza.
1975-1976. Patricio Bulnes atrae a la galería Buades a Juan Navarro Baldeweg, Eva Lootz y Adolfo Schlosser. Schlosser trabaja con maderas encontradas en los alrededores de Madrid y en la ribera del río Manzanares; también comienza a emplear lonas tensadas, anticipando sus trabajos con pieles de cabra.
Conoce a María Rosa Arija Soutullo (con quién más tarde se casaría) y alquila una casa en Bustarviejo, pueblo situado en el norte de la provincia de Madrid. Aunque la idea inicial era tener una casa de fin de semana, la atracción por este lugar, rodeado de bosques y montañas, le incita a instalarse en Bustarviejo.
Utiliza y experimenta con nuevos materiales cercanos en su infancia en Austria y los incorpora como conductores de su obra. Ramas, plantas, piedras, pieles o barro son los componentes que le ayudarán a elaborar una de las poéticas más singulares del panorama artístico español de los años setenta.
Una de las obras más significativas de este momento es La oreja del silencio.
1977-1979. El período entre 1977 y 1979 es de gran creatividad y entusiasmo. Realiza la primera exposición individual el la Galería Buades de Madrid. Celebra exposiciones en Suecia: en la Galería I, de Gotemburgo, y junto a Eva Lootz en Asard&Asard, de Estocolmo.
A principios de verano de 1977 tiene lugar la acción Vuelo con escultura.
1980- Participa en la exposición colectiva Madrid D.F.
1981- Nacen sus dos hijos mellizos Juan y Daniel el 31 de julio.
1982- Exposición individual en la galería Buades con obras fabricadas a base de ramas de árbol, piedras y setas.
Prescrito el plazo de su incorporación a filas, en verano viaja por fin a Austria y aprovecha para presentar a su nueva familia.
El 20 de diciembre nace su hijo Jacobo.
1984- Participa en la exposición En tres dimensiones, celebrada en la Fundación Caixa de Pensiones de Madrid y comisariada por Gloria Moure.
1985-1986. Nuevos materiales se suman a su repertorio, destacándose el adobe, tan característico de toda su obra posterior.
Conoce a Marisol Rodríguez Abascal, que vivirá con él en Bustarviejo y será su colaboradora y ayudante hasta el final de su vida. Con ella tendrá una hija, Elisabeth.
1987- Expone nuevamente en la Galería Buades. Con esta ocasión se edita el pequeño libro Stilleben, donde aparecen publicados poemas del artista.
El Museo Nacional Centro de Arte de Reina Sofía presenta desde noviembre de 1987 a enero de 1988, la exposición colectiva Naturalezas españolas, en la que Adolfo Schlosser participa con varias obras.
1988- A lo largo de este año realiza dos de sus instalaciones más destacadas, de cierta proximidad al Land Art. Una de ellas es La rosa de los vientos, un estanque circular donde se reflejan cuatro troncos resultantes del corte transversal de dos árboles que señalan los cuatro puntos cardinales.
La otra instalación es Steinbruch, presentada en la Sala Montcada de la Fundación Caixa de Pensions de Barcelona. La pieza la forman ocho bloques cúbicos dispuestos en dos hileras de cuatro, bordeados en la parte exterior por otros ocho bloques, también de granito pero cortados verticalmente.
Participa en Antípodas, exposición colectiva de arte español actual para el Pabellón Español de la World Expo 88 en Brisbane, Australia.
1989- El ayuntamiento de Oviedo le encarga, para el teatro Campoamor, una instalación Primera nieve. Un inmenso eucalipto cortado en dos mitades que entrecruza y sujeta con cables de acero.
1990- El 25 de enero inaugura en la nueva sala que ha abierto la Galería Buades en la Gran Vía de Madrid con piezas como Ajedrez continuando el juego de reflejos que luego reaparecerá en Fata Morgana (1991).
A principios de febrero participa en la exposición colectiva Madrid, espacio de interferencias. En la que Schlosser coloca en el vestíbulo del edificio la escultura Moby Dick.
La universidad de Valencia le encarga una gran instalación en su sala de exposiciones. La Albufera le inspira con sus materiales (cañas y barro) y se titula El Arca de Noé.
A través de la galería Buades le encargan una gran escultura para el Auditorio Nacional de Madrid. Schlosser proyecta la obra Velero, una pieza de once metros de altura formada por tres arcos de caña de bambí unidos por un cable de acero que el viento haría vibrar, produciéndose así un leve rumor musical de fondo.
A partir de este año, la Colección de Arte Contemporáneo inicia sus primeras adquisiciones de la obra de Schlosser, hoy depositada en el Museo Patio Herrerano de Valladolid, institución que posee el mayor número de obras del artista.
1991. Es incluido en la exposición colectiva 23 artistas, Madrid años 70 y participa en la exposición colectiva Contraparada 12 con la instalación de Fata Morgana. Es invitado a impartir un taller de arte en Arteleku, San Sebastián, donde por primera vez ejerce de docente bajo el título "Arte sin arte". Sobre esta experiencia afirma: "No hay nada que enseñar porque no hay reglas y axiomas para el arte. Un artista es un mundo aparte y debe buscar su camino reconociendo esta verdad".
En el mes de septiembre el Ministerio de Cultura le concede el Premio Nacional de Artes Plásticas. Supone el reconocimiento oficial por la importante contribución de Schlosser a la escultura española en las últimas décadas.
1992- El 25 de julio nace su hija Elisabeth.
La escultura monumental Moby Dick (1992) se instala en la Plaza Centenario de San Sebastián, Guipúzcoa.
Participa en el XII Salón de lo 16, celebrado en el Pabellón Mudéjar de Sevilla y en el Museo Español de Arte Contemporáneo de Madrid.
1993- Presenta la que será su última exposición el la Galería Buades. Esta exposición gira en torno la idea del centro con piezas como El centro del mundo, El altar del cielo y Bóveda para las rogativas de un buen año.
1994- Participa en la exposición Espacios Públicos, sueños privados, celebrada en la Sala de exposiciones de la Comunidad de Madrid.
Exposición en la Galería Luis Adelantado, de Valencia, donde se recoge un enfoque plural de su obra. Para la misma exposición realiza la instalación El cielo sobre la tierra (1994). Esta exposición expresa una honda reflexión sobre el centro, lo circular y lo cíclico.
1995- Exposición individual en la sala Robayera, de Miengo, Canatabría, con el título Adolfo Schlosser
Construye Velero (1995), una escultura monumental en hierro que se instala en el campus de la Universidad de Valencia.
Aunque en años anteriores hace uso de la fotografía en su obra, a partir de 1995 empieza a cobrar un nuevo protagonismo
1996- Doble exposición. En la Galería Helga de Alvear, expone una gran palmera que reside en la sal central. Al lado, otras obras emblemáticas como Don Genaro. Unos metros más arriba la Galería Ginko presenta una serie de obras de mayor tamaño pero de igual intensidad estética: se presenta la edición múltipla de Fata Morgana.
1998- En junio se inaugura la exposición retrospectiva Adolfo Schlosser en el Institut Valencia d´Art Modern, IVAM, Centre del Carme de Valencia con itinerancia al centro Galego de Arte Contemporáneo de Santiago de Compostela, la más importante y completa exposición sobre su trayectoria hasta ese momento.
2000- El 26 de abril se inaugura la exposición Adolfo Schlosser, Obra reciente, en la Galería Elvira González de Madrid.
En estos últimos años empieza a colaborar con Adolfo en sus proyectos fotográficos su hijo Juan.
2002-2003. Desde noviembre de 2002 a enero de 2003, la Galería Elvira González presenta la exposición Adolfo Schlosser, con la producción más reciente del artista.
La Galería Art Nueve de Murcia inaugura en mazo de 2003 la exposición Adolfo Schlosser, en la que presenta esculturas, fotografías sobre papel de lino y varios dibujos. 
Es incluido en la exposición Cuatro dimensiones, Escultura en España, 1978-2003, celebrada en el Museo Patio Herreriano -Muso de Arte Contemporáneo Español de Valladolid, en el año 2003-2004.
2004-2005. El día 9 de diciembre de 2004, a los 65 años, fallece en su casa de Bustarviejo como consecuencia de la enfermedad que venía padeciendo desde 2001.
Su obra sigue siendo reclamada para participar en importantes muestras, como El arte sucede, inaugurada el 11 de octubre de 2005 en el Museo Nacional Centro de Arte de Reina Sofía en la Fundación Caja Vital Kutxa.
2006- El Museo Nacional Centro de Arte Reina Sofía presenta la más importante exposición antológica de su obra.

## enlaces externos
- Información en el MN Centro de Arte Reina Sofía con motivo de la retrospectiva celebrada en el año 2006.
- Folleto publicado con motivo de la exposición en el MN Centro de Arte Reina Sofía (2006).

- Datos: Q365167
- Multimedia: Adolfo Schlosser / Q365167